# Gull Dong
Gull Dong, también conocido como el bulldog de India y el bulldog de Pakistán, es una raza de perro utilizada para la protección y las peleas de perros. Ahora la gente se ha dado cuenta de que esta raza tiene un gran potencial como compañero y perro guardián y algunos criadores de a poco se están centrando en las características dóciles.

## Apariencia

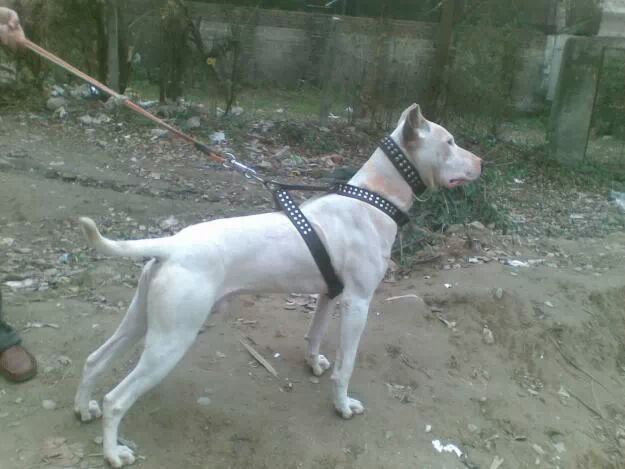
Gull Terr de India.

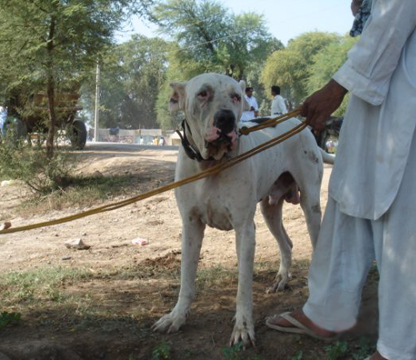
Bully Kutta

El Gull Dong que es un cruce de las razas Gull Terr y un Bully kutta puro tiene que ser totalmente de color blanco o con algunas manchas negras. Los Gull Dong son en su mayoría más altos que otras razas de perros de Subcontinente indio y las razas de perros de otros países. El Gull Dong es la media muscular y muy poderoso molosoide, de constitución fuerte y resistente, ancho de pecho y con un enorme cráneo de una raza muy atlética y ágil, sorprendente. El pelaje es corto, liso y plano. El perfil de la cabeza debe ser único sin cabeza plana y las orejas debe ser plana en lugar de recta. Gull Dongs con las orejas erguidas no son originales Gull Dongs.

## La importancia de las orejas
Las orejas no deben estar erectas. Viendo desde la parte superior frontal de las orejas, será algo menor la altura que el perfil superior del cráneo. Las orejas deben estar separadas, pero no deben ser recortadas o erguidas o de lo contrario no será un estándar en absoluto. Si están erectas no es un Gull Dong.

## Estatura y peso
La altura mínima es de 30 pulgadas; la máxima es de 42 pulgadas, especialmente para los machos. Esta raza pesa alrededor de 120 a 200 libras.

## Temperamento
La Gull Dong es una raza muy agresiva y difícil de controlar. Ellos necesitan ser socializados adecuadamente en la edad temprana y adoptado en la etapa de cachorro. La Gull Dong es una raza robusta y seria de trabajo, muy agresiva con otros perros y desconfiada de la gente que no conoce, y no está adaptada para la vida de compañera urbana, debido a su temperamento fuerte y la cautela con los extraños, aunque puede ser muy leal y dedicado a su maestro. Inteligente y muy alerta, hace un excelente perro guardián, pero requiere de un manejo responsable y la formación adecuada. Los Gull Dongs son protectores de lo que perciben como su territorio y de sus custodios en contra de cualquier intruso. Crea fuertes lazos con sus familias inmediatas y les muestra una lealtad extrema al protegerlos.

## Historia
El Gull Dong se encuentra en Subcontinente indio y se conoce como una raza de India y Pakistán, pero esta raza existía en la India colonial que Pakistán entró en vigor. La verdadera historia de la raza no se conoce debido a que no fue criado en un reconocido club de la perrera en la India colonial o Pakistán. Sin embargo, se sabe que es un cruce entre el Bully Kutta y el Terr Gull, que le da el poder y el tamaño del Kutta Bully y la velocidad y la agilidad del Gull Terr convirtiéndolo en un gran luchador. El Gull Dong en India y Pakistán se usa para peleas de perros, con fines de seguridad, y la caza.